# Sint Annaparochie

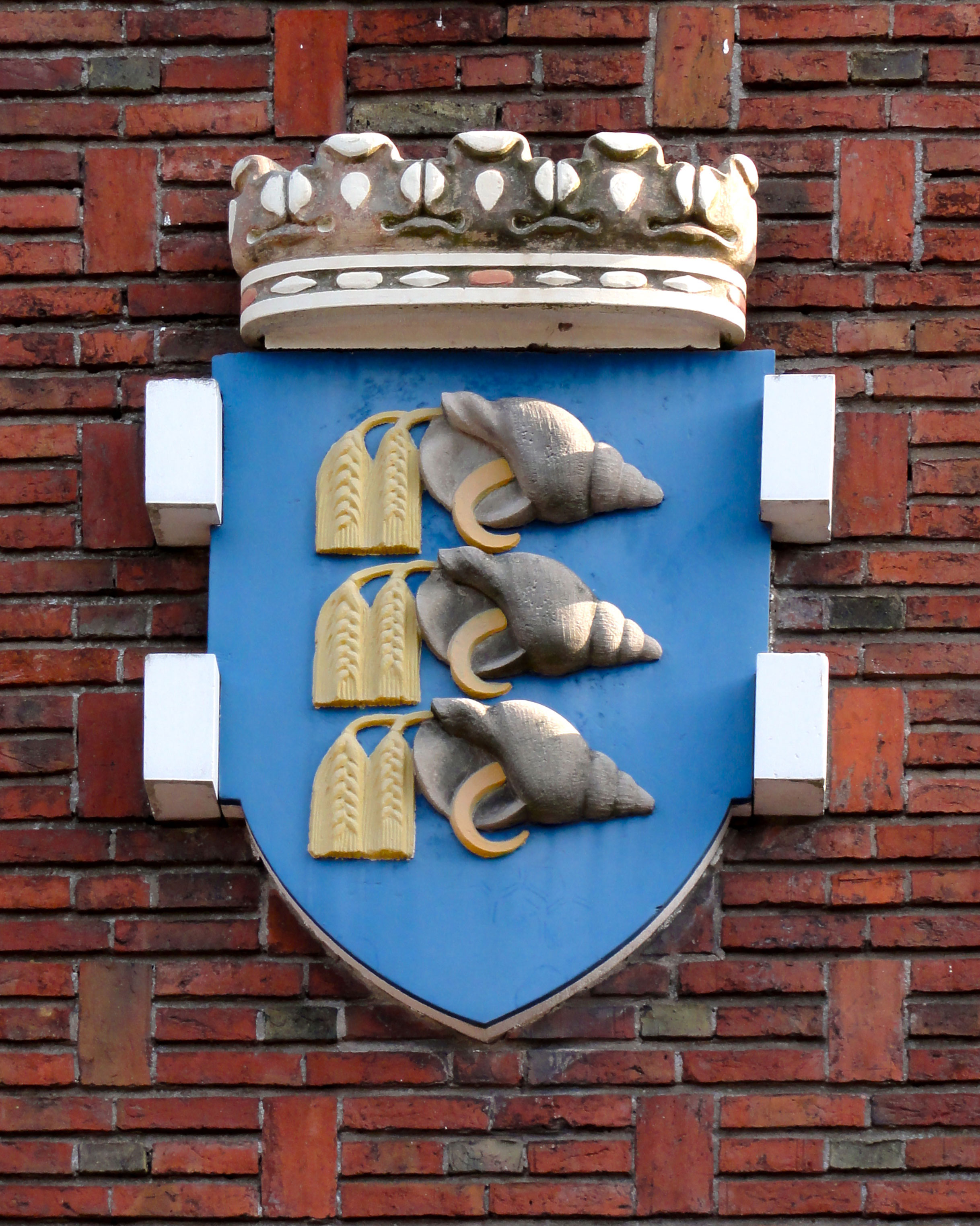
Stemma del comune di het Bildt a Sint Annaparochie

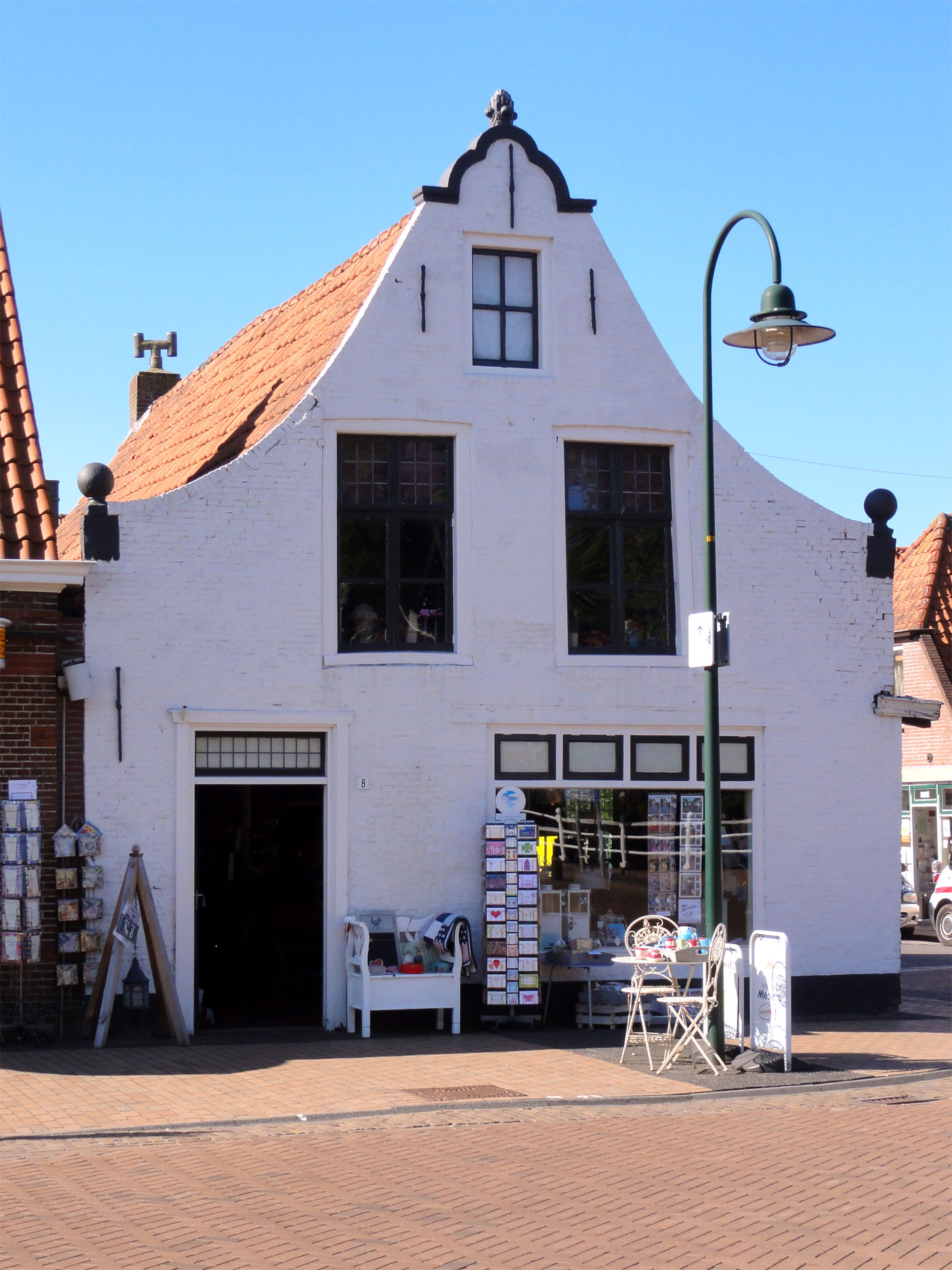
Edificio classificato come rijksmonument a Sint Annaparochie

Sint Annaparochie  (in frisone e in Bildts: Sint Anne) è una località di circa 4.000 abitanti del nord-est dei Paesi Bassi, facente parte della provincia di Frisia. È stato il capoluogo della ex-municipalità di het Bildt.

## Geografia fisica

### Collocazione
Sint Annaparochie si trova nella parte nord-occidentale della provincia di Frisia, tra Sexbierum e Ferwert (rispettivamente a nord-est della prima e a sud-est della seconda), a circa 8 km a nord-ovest di Stiens.

## Società

### Evoluzione demografica
Nel 2011, la popolazione stimata di Sint Annaparochie era di 4.075 abitanti.
La località ha quindi conosciuto un lieve decremento demografico rispetto al 2008, quando la popolazione stimata era di 4.080 abitanti, ma un incremento demografico rispetto al 2001, quando la popolazione censita era di 3.820 abitanti.

## Storia
Già nel XVII secolo, secondo alcuni documenti conservati nella chiesa locale, gli abitanti del villaggio di Sint Anna chiesero l'istituzione di una parrocchia..
Tuttavia, dopo vari tentativi la parrocchia di Sint Anna (da cui il nome completo del villaggio) fu istituita soltanto nel 1854.

## Stemma
Lo stemma di Sint Annaparochieè diviso in due parti verticali: una a righe bianche e rosse, l'altre di colore giallo. Nella prima sezione in alto si trova una stella giallo su sfondo blu, mentre nella seconda sono raffigurati due calderoni di colore nero.

## Monumenti e luoghi d'interesse

### Van Harenskerk
Tra gli edifici d'interesse di Sint Annaparochie, figura la Van Harenskerk, una chiesa risalente al 1682..
|  |

### Den Bildtpollen
Altro edificio d'interesse è Den Bildtpollen, una casa risalente al 1899..

## Sport
- La squadra di calcio locale è il VV Sint Annaparochie, club fondato nel 1931[9].